# もやもやパラダイム
『もやもやパラダイム』は、NHK総合テレビで2021年12月24日から2024年3月29日まで不定期で放送されていたバラエティ番組。MCは安田章大（SUPER EIGHT）。

## 概要
本番組は、日常の「もやもや」を出発点に、海外の考え方などに触れ、"当たり前"を見つめ直したり、そもそも今の状況がなぜ"当たり前"になっているかを探っていく番組である。
本番組のホームページでは毎回テーマに沿った「もやもや」のエピソードを募集しており、MCの安田章大（SUPER EIGHT）とゲストが、"もやもやした思い"から生まれた「もやもやさん」（声：きゃりーぱみゅぱみゅ）と共に、募集したテーマに沿ったエピソードが紹介され、「本当に当たり前なのか」「どう向き合えばいいのか」をトークしていく。
なお、第1回のみ、一般視聴者がアバターで「もやもやを抱える人たち」としてリモート出演し、安田・もやもやさん（きゃりー）・ゲストとトークする演出だった。
第1回のサブタイトルは「もやもやから見つめ直す、日本の"当たり前"」だったが、第2回以降は「世界をめぐり考える、日本の"当たり前"」に変更されている。
第1回はCG合成でのセットであったが、第2回からは、番組用のセットが制作され、「もやもやさん」も実物が用意された。
本番組のMCである安田は、NHKのバラエティ番組でMCを務めるのは初である。
2021年12月24日（金曜日）22時45分 - 23時15分（JST）に、第1回が放送された。
2022年8月16日（火曜日）23時 - 23時30分（JST）に、第2回が放送された。
2023年3月22日（水曜日）23時 - 23時30分（JST）に、第3回が放送された。
同年9月27日（水曜日）23時 - 23時30分（JST）に、第4回が放送された。
2024年1月4日（木曜日）23時15分 - 23時44分（JST）に、第5回が放送された。
同年3月23日（土曜日）23時30分 - 23時59分（JST）に、第6回が放送された。
同年3月29日（金曜日）23時15分 - 23時44分（JST）に、第7回が放送された。この回をもって最終回となり、約2年半の歴史に幕を下ろした。

## 出演者

### 主な出演者
- 安田章大（SUPER EIGHT[注 1]） - MC[5][8]
- もやもやさん（声：きゃりーぱみゅぱみゅ）[5][8]
  - きゃりーは本番組のナレーションも担当。

## 放送リスト
| 回    | 放送年 | 放送日       | 放送時間      | テーマ                    | ゲスト                     | 備考 |
| ----- | ------ | ------------ | ------------- | ------------------------- | -------------------------- | ---- |
| 1     | 2021年 | 12月24日(金) | 22:45 - 23:15 | よそおい                  | YOU                        |      |
| 2     | 2022年 | 8月16日(火)  | 23:00 - 23:30 | 結婚                      | バービー（フォーリンラブ） |      |
| 3     | 2023年 | 3月22日(水)  | 23:00 - 23:30 | 決めるひと                | 大沢あかね                 |      |
| 4     | 2023年 | 9月27日(水)  | 23:00 - 23:30 | 職業選択のこと お金のこと | サーヤ（ラランド）         |      |
| 5     | 2024年 | 1月4日(木)   | 23:15 - 23:44 | 毛                        | 井上咲楽                   |      |
| 6     | 2024年 | 3月23日(土)  | 23:30 - 23:59 | 弔い                      | LiLiCo                     |      |
| 7(終) | 2024年 | 3月29日(金)  | 23:15 - 23:44 | 性を学ぶということ        | SHELLY                     |      |

## スタッフ

### 最終回のスタッフ
- ナレーション - きゃりーぱみゅぱみゅ
- 人形操演 - 山田はるか（2 - 7）
- イラスト - カシワイ
- 映像デザイン - 生永麻衣（2 - 7）
- 技術 - 豊吉浩之（7）
- 撮影 - 遠藤夏帆（7）、庄司優太（7）
- 映像技術 - 渡辺周一（6,7）
- 音声 - 古瀬祥太（5,7）
- 音響効果 - 東本佐保（7）
- 編集 - 伊藤聡（7）
- コーディネーター - 廣瀬淘子（7）
- リサーチャー - 福山万里子（7）
- 取材 - 伊藤愛（7）
- ディレクター - 加藤彩、一柳優美香（3,7）
- 制作統括 - 松島剛太（3 - 7）
- 制作・著作 - NHK

### 過去のスタッフ
- 声の出演 - 青二プロダクション（2）
- 映像デザイン - 小川有紀（1,5,6）
- 技術 - 井上彰（1 - 3）、関口高穂（4）、髙橋明（5,6）
- CG制作 - 西之原琢（1）、所操江（1）、長野大樹（2）
- 撮影 - 知念佑太（1,2）、佐藤錬（3）、中嶋路央（4）、高軍（4）、佐々木和（5）、出村貴志（5）、中野夏実（6）
- 映像技術 - 安達憲一（1）、山㟁由佳（2）、浜元幹太（3）、伊與田拓海（4）、島田隆之（5）
- 音声 - 畔蒜亮平（2）、若生正和（3）、河野賢一郎（4）、千葉太朗（6）
- 音響効果 - 大沼由季（1,2）、鈴木里実（3）、吉野真理子（4,6）、柳原功樹（5）
- 編集 - 首藤実二（1）、金丸和弥（1）、池田尚彦（2）、村山千代子（3）、久保守（4,6）、内山克己（5）
- 取材 - 土生田晃（1）、菅原和香子（1）
- コーディネーター - 船戸睦美（2）、嘉山正太（3）、岸田麻里亜（4）、山本美和（5）
- リサーチャー - 李玲柱（2）、レーナ・リンダル（3）、徐三山（4）、木本クラリッセ（5）、速水花子（5）、ダリン・テネント（6）
- ディレクター - 加藤麗（1,2）、朝隈芽生（3）、馬渕茉衣（4）、涌井恵（4）、伊藤愛（5）、川畑真帆（5,6）
- 制作統括 - 夜久恭裕（1,2）